# Schloss Brézé

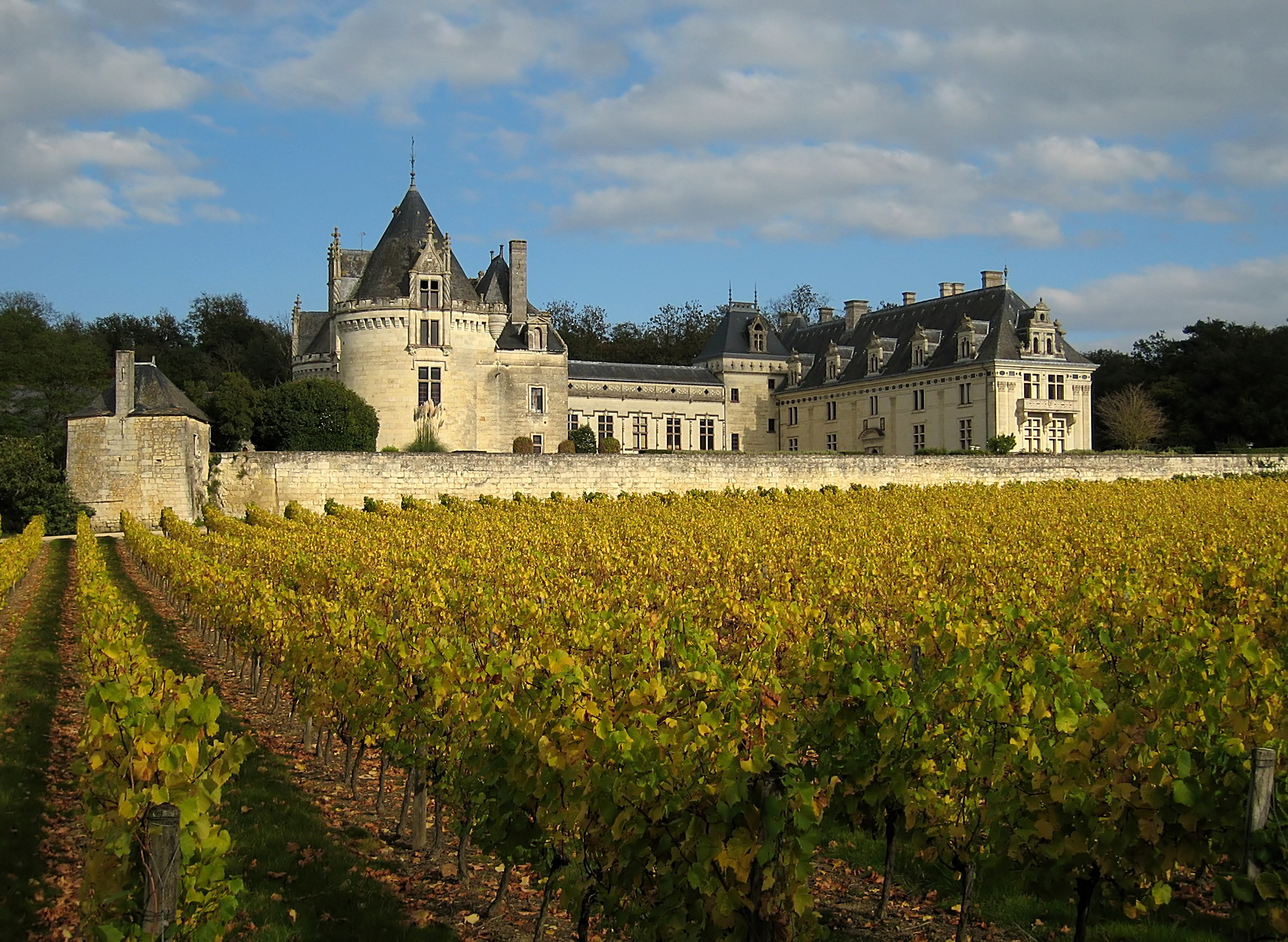
Schloss Brézé – Anwesen mitten im Weinberg

Schloss Brézé ist ein Schloss nahe der ehemaligen Gemeinde Brézé im französischen Département Maine-et-Loire.

## Baugeschichte

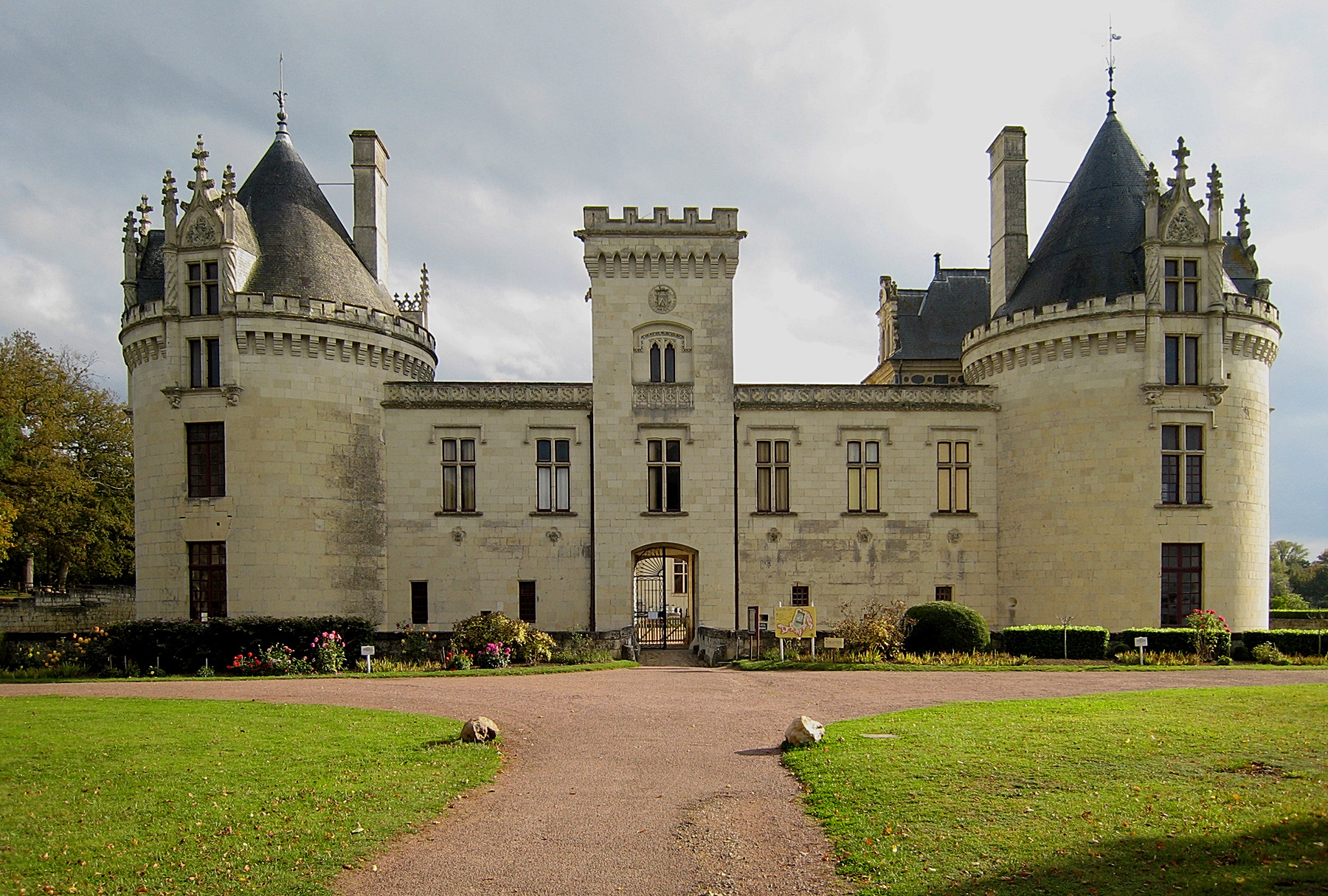
Hauptflügel mit Zugang

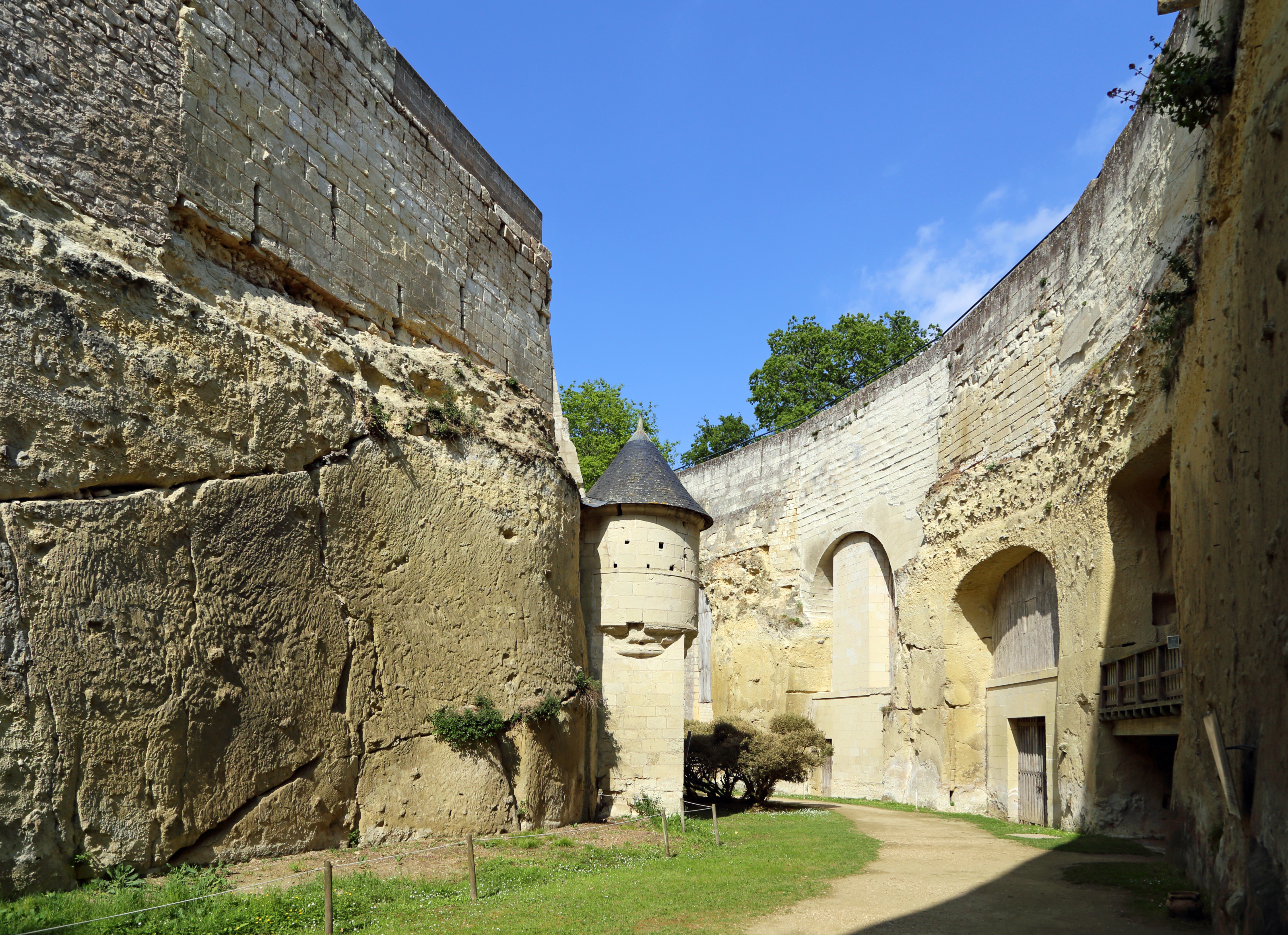
Trockengraben

Schriftliche Hinweise auf Schloss Brézé gibt es in der Literatur erstmals im Jahr 1060. Die Bausubstanz der heutigen, von einem Trockengraben umgebenen Anlage stammt vornehmlich aus dem 16. und 19. Jahrhundert. Sie zeigt den Stil der Renaissance, besitzt aber auch noch mittelalterliche Elemente wie die Zugbrücke sowie die seit dem 12. Jahrhundert genutzte Unterkellerung aus alten Höhlen, die zum Teil durch den Abbau des örtlichen Tuffsteins entstanden sind. Gewinnung und Export von Tuffstein wurde seit dem 11. Jahrhundert betrieben und im 19. Jahrhundert schließlich eingestellt. Die heutigen Besitzer betreiben Schloss Brézé hauptsächlich als Weingut mit rund 30 Hektar Anbaufläche; seit dem Jahr 2000 ist ein Teil der Höhlen-Unterkellerung für Besucher geöffnet.
Die ältesten Teile des heutigen Bauwerkes sind die Türme des äußeren Hauptflügels sowie ein Teil des im 13. Jahrhundert errichteten und später passend zum Renaissanceflügel umgebauten Turmes. Diese Teile sollen in ihrem gegenwärtigen Zustand auf den Wiederaufbau der Befestigungen durch Gilles de Maillé-Brézé 1448 zurückgehen. Das Schloss wurde um 1515 aufs Neue stark geändert. Zusätzliche Umbauten, durchgeführt um 1560 von Arthur de Maillé-Brézé, schlossen die Errichtung der Ostseite des Renaissanceflügels ein.
Von den Trockengräben aus gelangt der Besucher in ein erstaunliches, durch den Abbau des Tuffsteins entstandenes Höhlensystem, das schon seit dem 16. Jahrhundert für Wirtschaftsräume genutzt wird. Es gibt dort zum Beispiel eine Bäckerei, einen Raum für die Seidenraupenzucht, ein Kelterhaus und auch Weinkeller.

## Familiengeschichte
Schloss Brézé war im Laufe der Jahrhunderte Heimstatt für mehrere Familien, es bestand aber keine Verbindung zur Familie Brézé. Vielmehr gehörte es – ebenso wie die Herrschaft Brézé und im 17. Jahrhundert der Titel eines Marquis de Brézé – zum Haus Maillé, das die Ortschaft Brézé bereits im 14. Jahrhundert erworben hatte und nicht mit dem Haus Brézé verwandt war.
Familie Maillé-Brézé:
In der Zeit dieser Familie fanden die ersten umfangreichen Umbaumaßnahmen statt. Gilles de Maillé-Brézé erhielt 1448 von König René die Erlaubnis, das Schloss zu befestigen. Daraufhin ließ er die zehn bis zwölf Meter tiefen Gräben rund um das Schloss anlegen. Arthur de Maillé-Brézé errichtete 1558 den Renaissanceflügel. 1615 wurde das Anwesen von König Ludwig XIII. zum Marquisat erhoben, und Urbain de Maillé war der erste Marquis. Er heiratete Nicole du Plessis, Schwester des Kardinals Richelieu. Sein Sohn Armand wurde Admiral von Frankreich.
Familie Condé:
Claire-Clémence de Maillé-Brézé, einzige Erbin, heiratete Louis II. de Bourbon, den Fürsten von Condé, und übertrug das Gut 1650 seiner Familie. Im gleichen Jahr schloss sich der „Große Condé“ der Fronde an. Dieses Bündnis des französischen Hochadels, der hohen Richterschaft der Parlements, vor allem des Parlement de Paris, und von Teilen des Volkes, ebenfalls vor allem in Paris, richtete sich gegen den zunehmenden Absolutismus im Frankreich des 17. Jahrhunderts. Während dieser Zeit war Schloss Brézé um 1653 ein Jahr lang von königlichen Truppen besetzt. 1682 tauschte Louis II. de Bourbon Brézé gegen das Gut Galissonière in der Nähe von Nantes ein.
Familie Dreux-Brézé:
Der neue Besitzer von Brézé, Thomas de Dreux, Berater im Pariser Parlament, erwarb nicht nur das Gut, sondern erhielt unter König Ludwig XIV. auch den Titel des Marquis. Im Jahr 1701 erwarb die Familie außerdem den Titel des Oberzeremonienmeisters, den sie bis 1830 behielt. Henrio Evrard de Dreux-Brézé, Oberzeremonienmeister König Ludwigs XVI., baute den Renaissance-Teil des Schlosses aus. Sein Sohn Pierre, Bischof von Moulins, und sein Enkel Heinrich Simon begannen unter der Führung des Architekten René Hodé mit dem Umbau des Schlosses und gaben ihm die bis heute vorhandenen neugotischen Stilelemente.
Familie Colbert:
Durch die Heirat von Charlotte de Dreux-Brézé mit dem Grafen Bernard de Colbert im Jahr 1959 gelangte das Gut in den Besitz der Familie Colbert, die noch heute dort wohnt.